# Volvo EC40
La Volvo EC40 est un SUV coupé compact premium électrique du constructeur automobile suédois Volvo Cars présenté en et produit depuis 2021.

## Présentation

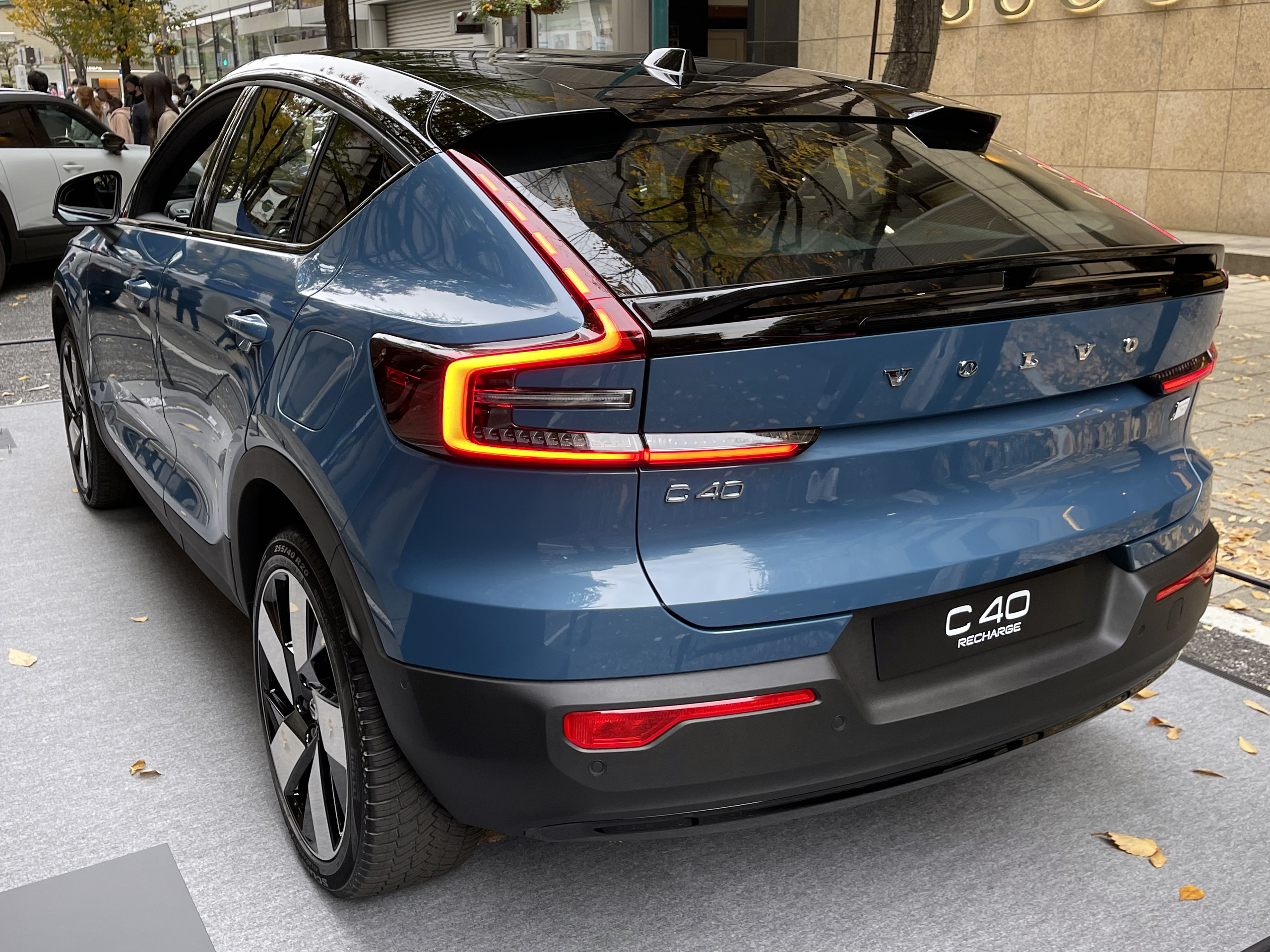
Vue de l'arrière

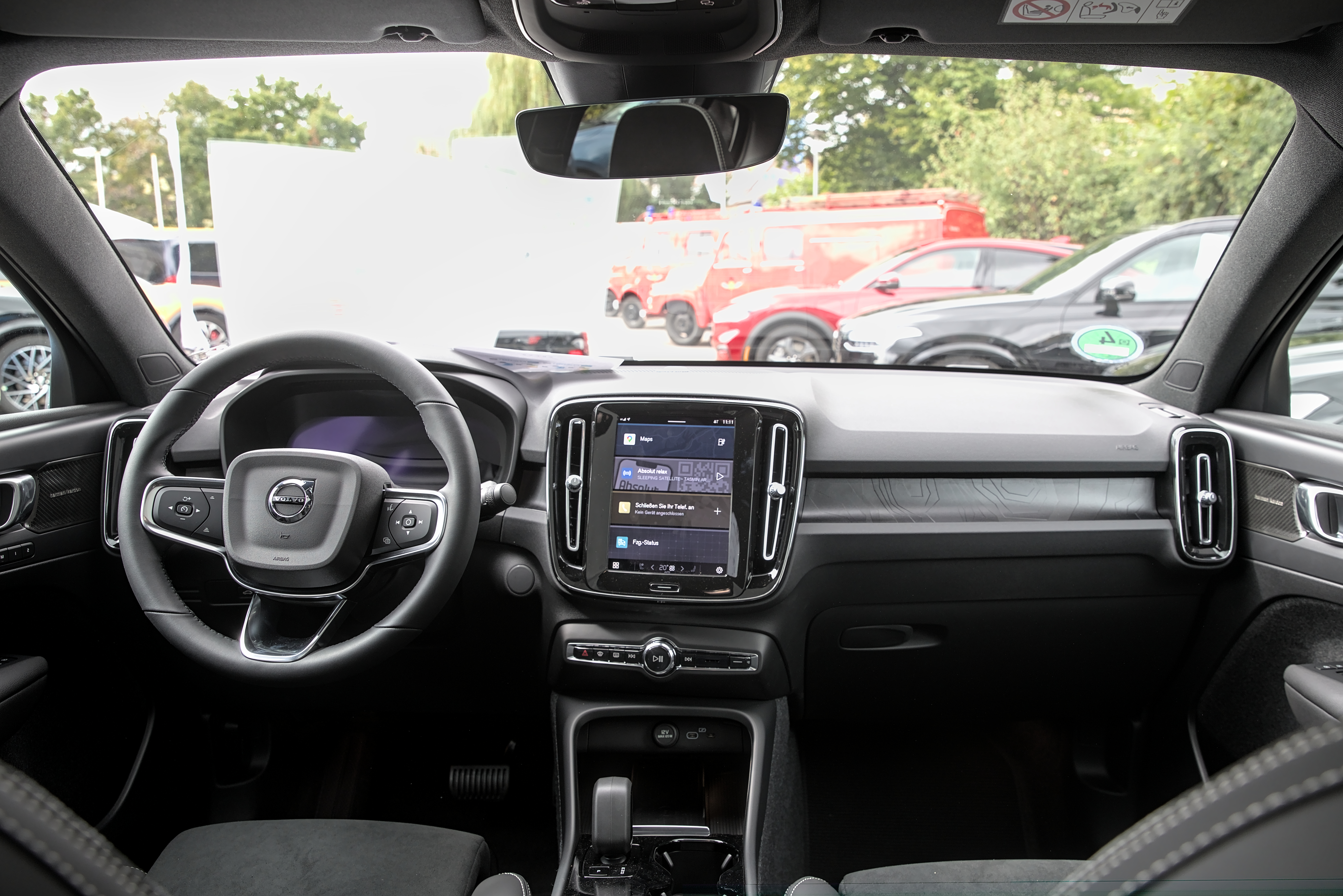
Planche de bord

La Volvo EC40 est présentée le 2 mars 2021. Le modèle initie une nouvelle stratégie de vente, tous les modèles électriques étant vendus exclusivement en ligne. Le grand public peut alors découvrir le véhicule au travers d'un spot publicitaire avec Nightcall en bande-son, morceau synthwave de l'artiste français Kavinsky.
La EC40 est la version coupé de la Volvo EX40. La C40 n'existe qu'en version électrique contrairement à son aînée XC40 qui dispose aussi de versions thermiques. Le nom Recharge désigne la version électrique du modèle.
Le 21 février 2024, les C40 Recharge et XC40 Recharge sont renommées EX40 et EC40 afin de se distinguer des modèles hybrides rechargeables.

## Caractéristiques techniques

### Motorisations
La Volvo EC40 dispose de deux moteurs électriques, placés sur les essieux, d'une puissance combinée de 408 ch et alimentés par une batterie d'une capacité de 78 kWh lui autorisant une autonomie de 420 km.
Volvo lance en décembre 2022 une nouvelle version, à un seul moteur, localisé sur le train avant. Moins onéreuse et affichant une puissance de 231 ch, elle avance tout de même une autonomie similaire à celle du C40 Twin.

## Finitions
- Essential
- Start
- Plus
- Ultimate[6]

### Séries limitées
- First Edition (édition de lancement, disponible seulement en 2021)[6]